# Bo Hegland
Bo Åsulv Hegland, född 18 juni 2004, är en norsk fotbollsspelare som spelar för svenska Djurgårdens IF. 

## Klubbkarriär
I januari 2023 värvades han av italienska Lecce. Den 27 juni 2025 värvades han av Djurgårdens IF på ett 4,5-årskontrakt.